# Colombín

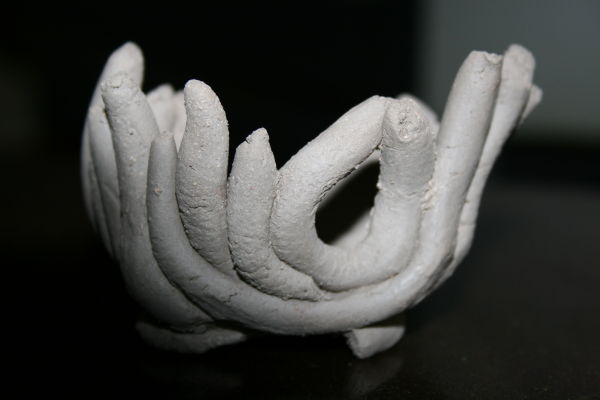
Técnica de churros vistos, en gres.

El colombín o adujado una de las técnicas más antiguas en el modelado de la cerámica, se puede ver muestras en todas las culturas y tiempos. Consiste en elaborar con la palma y dedos de las manos, un cilindro alargado mediante la presión y el movimiento, haciendo rodar la pella inicial de arcilla. Estos cilindros se realizan según la necesidad, y el volumen de la pieza que queremos realizar, hay casos en que son de un grosor considerable, para piezas realmente grandes.
Se inicia con una galleta, esta puede ser un trozo de placa, o bien una espiral formadas por un churro grande. En arcilla de baja temperatura, la unión del colombín se realiza con barbotina, la colocación está en función del volumen de la pieza, si se coloca en el interior se va cerrando la pieza, y en el exterior es para abrirla. Se suele alisar tanto la cara interior como la exterior, aunque si se realiza muy bien la interior, y no se toca la exterior, se denomina churros vistos. Las uniones de los churros es conveniente no realizarla a la misma altura, para no tener un punto débil en línea.
- Datos: Q770007